# Klaus Eberhard (Skirennläufer)
Klaus Eberhard (* 4. April 1956 in Baden, Niederösterreich) ist ein ehemaliger österreichischer Skirennläufer. Der Abfahrtsspezialist startete von 1975 bis 1978 im Skiweltcup und erreichte dabei einen Podestplatz. Aufgrund mehrerer Verletzungen musste er im Alter von 24 Jahren den Spitzensport aufgeben.

## Biografie
Eberhard besuchte die Skihauptschule in Lilienfeld und anschließend das Skigymnasium in Stams. Nach einigen guten Ergebnissen im Europacup bestritt der Abfahrtsspezialist im Jänner 1975 am Patscherkofel bei Innsbruck sein erstes Weltcuprennen. Zwei Monate später erreichte er mit Platz neun in Gröden erstmals die Punkteränge.
Am 20. Dezember 1975 erreichte der Niederösterreicher überraschend den zweiten Platz in der Abfahrt von Schladming. Mit weiteren guten Resultaten, darunter der vierte Platz in Morzine, belegte er den sechsten Rang im Abfahrtsweltcup. Bei den Olympischen Winterspielen 1976 in Innsbruck war er durch eine leichte Verletzung, die er beim letzten Abfahrtstraining erlitten hatte, beeinträchtigt und erreichte nur Rang 19. Auch während der gesamten Saison 1976/77 hatte Eberhard mit Verletzungen zu kämpfen. Er kam daher nur zu wenigen Weltcupeinsätzen und erreichte nie die Punkteränge. Im Europacup gewann er die Abfahrt von San Sicario. Im Winter 1977/78 kam er auch im Weltcup wieder zu guten Resultaten. Bestes Saisonergebnis war der vierte Platz in Cortina d’Ampezzo. Damit gelangte er ins Team für die Weltmeisterschaften 1978 in Garmisch-Partenkirchen, kam dort jedoch trotz guter Trainingsleistungen nicht zum Einsatz.
Zu Beginn der Saison 1978/79 erlitt Eberhard erneut eine schwere Verletzung, weshalb er im gesamten Winter an keinen Rennen teilnehmen konnte. Im nächsten Jahr versuchte er ein Comeback, erlitt aber wieder eine schwere Verletzung, die ihn schließlich zwang, seine Karriere zu beenden. Eberhard war später auch im Motorsport aktiv und gewann 2004 die Gesamtwertung des Porsche Alpenpokals.

## Erfolge

### Olympische Winterspiele
- Innsbruck 1976: 19. Abfahrt

### Weltmeisterschaften
- Innsbruck 1976 : 19. Abfahrt

### Weltcup
- Saison 1975/76: 6. Abfahrtswertung
- Ein Podestplatz, weitere achtmal unter den besten zehn

### Europacup
- Saison 1976/77: 9. Abfahrtswertung
- Ein Sieg (Abfahrt in San Sicario 1977)